# Jonny Venters
Jonathan William Venters (Pikeville, 20 marzo 1985) è un giocatore di baseball statunitense.

## Carriera

### Gli inizi e Minor League
Venters si diplomò alla Lake Brantley High School di Altamonte Springs, Florida e si iscrisse al Indian River Community College di Fort Pierce, sempre nella Florida. Venne selezionato al 30º giro del draft della MLB 2003 dagli Atlanta Braves. Iniziò a giocare nel 2004, nella classe Rookie. Nel 2005 giocò nella classe A. Saltò la stagione 2006 poiché dovette sottoporsi verso la fine dell'anno precedente alla Tommy John surgery. Tornò in campo nel 2007 nella classe A-avanzata. Nel 2008 giocò in tre categorie diverse, la Rookie, la A-avanzata e per la prima volta la Doppia-A. Continuò nel 2009 giocando in 12 partite nella Doppia-A, e 17 nella Tripla-A.

### Major League Baseball

#### Atlanta Braves
Debuttò nella MLB il 17 aprile 2010, al Turner Field di Atlanta contro i Colorado Rockies, concedendo una battuta valida (hits) e nessun punto (runs). Terminò la stagione d'esordio con 79 partite giocate nella MLB e solamente 2 nella Tripla-A.
Nel 2011 venne convocato per partecipare al Major League Baseball All-Star Game.
Il 17 luglio colpì intenzionalmente il battitore dei Milwaukee Brewers Prince Fielder prendendosi una sospensione decisa dal GM Bobby Cox per 4 partite.
Chiuse la stagione regolare con una media punti concessa a partita di 1.95 ERA (6° nella lega) in 79 partite venendo nominato da Baseball America's nel 2010 All-Rookie Team e arrivando 8º assoluto nel premio NL Rookie of the Year dietro Ike Davis dei New York Mets.
Nel 2011 divenne una delle chiavi principali dei Braves fra i bullpen soprattutto per sostituire il compagno Craig Kimbrel.
Chiuse la stagione con la sua prima convocazione al Major League Baseball All-Star Game e chiudendo la stagione regolare con una media punti concessa di 1.84 con 96 battitori eliminati in 85 presenze.
Nel 2012 in 66 presenze ha chiuso con una Media PGL di 3.29 con 69 Strikeout totali. Il 21 novembre 2014 è stato svincolato dai Braves.

#### Tampa Bay Rays e ritorno ad Atlanta
L'11 marzo 2015 ha firmato con i Tampa Bay Rays. Venters è tornato a giocare nella MLB nel 2018 proprio con i Rays, dopo sei anni di Minor League.
Il 26 luglio 2018 i Rays scambiarono Venters con i Braves. Terminata la stagione è stato premiato con il NL Comeback player of the year award. Firmò un contratto di un anno del valore di 2.25 milioni di dollari con i Braves per la stagione 2019. Il 18 maggio, venne svincolato dalla squadra.

#### Washington Nationals
Il 29 maggio 2019, Venters firmò un contratto di minor league con i Washington Nationals. Divenne free agent a fine stagione.

## Statistiche e Collegamenti esterni

### Statistiche carriera
| ANNO       | TEAM           | PRESENZE | VITTORIE-SCONFITTE | Strikeout | ERA  |
| ---------- | -------------- | -------- | ------------------ | --------- | ---- |
| 2010       | Atlanta Braves | 79       | 4-4                | 93        | 1.95 |
| 2011       | Atlanta Braves | 85       | 6-2                | 96        | 1.84 |
| 2012       | Atlanta Braves | 66       | 5-4                | 69        | 3.92 |
| 3 STAGIONI | 1 TEAM         | 78       | 15-10              | 258       | 2.23 |